# 洛斯阿先托斯 (佩達西區)
洛斯阿先托斯（西班牙語：Los Asientos），是巴拿馬的城鎮，位於該國中南部，由洛斯桑托斯省的佩達西區負責管轄，面積90.7平方公里，海拔高度831米，2010年人口755，人口密度每平方公里8.3人。